# Iordanis Tzamtzis
Iordanis „Danis“ Tzamtzis (griechisch Ιορδάνης «Δάνης» Τζαμτζής, * 2. Februar 1961 in Mavrovouni, Region Zentralmakedonien) ist ein griechischer Politikwissenschaftler, Landwirt und ehemaliger Abgeordneter der Nea Dimokratia für den Wahlbezirk Pella.

## Leben
Tzamtzis studierte am Institut für Politikwissenschaft und Verwaltungswissenschaft an der juristischen Fakultät der Universität Athen. Er war seit 1977 Mitglied in der Jugendorganisation ONNED der konservativen Nea Dimokratia und begleitete zwischen 1979 und 1989 verschiedene Positionen der Organisation auf Führungsebene. Seit 1989 gehört er der Nea Dimokratia an. Im November 1989 wurde er im Alter von 28 Jahren in der damaligen Gemeinde Skydra zum jüngsten Bürgermeister Griechenlands gewählt. Bei den folgenden Wahlen zum Bürgermeister 1990 und 1994 wurde er im Amt bestätigt. Als Abgeordneter des Wahlkreises Pella wurde Tzamtzis bei den Parlamentswahlen 2000, 2004, 2007 und im Juni 2012 ins griechische Parlament gewählt.
Im Oktober 2013 führte er eine Gruppe Abgeordneter der Nea Dimokratia an, die gegen Pläne zur einheitlichen Immobiliensteuerung des Finanzministers Giannis Stournaras von der Regierung Samaras kämpften.
Griechenlandweite Bekanntheit erlangte Tzamitzis im November 2013 mit seinen Äußerungen, dass „die Diäten der griechischen Volksvertreter nur knapp zum Überleben reichen“.
Tzamtzis ist verheiratet und Vater einer Tochter.